# Pseudonaja nuchalis
Pseudonaja nuchalis  (лат.) — вид ядовитых змей из семейства аспидовых.
Общая длина достигает 1,5 м. Тонкая, кнутообразной формы змея с узкой головой. Окраска разнообразная, может быть от светло-коричневой до чёрной, одноцветной или с рядом светлых поперечных полос вокруг туловища, чёрной головой и шеей, или множеством поперечных, узких тёмных полосок. Возможны также и комбинации всех этих элементов.
Любит различные места - от лесных до травянистых, усыпанных гравием долин и пустынь. Активна ночью. Питается мелкими млекопитающими и пресмыкающимися.
Яйцекладущая змея. В сентябре-ноябре самка откладывает от 11 до 14, иногда до 38 яиц.
Яд содержит нейротоксины, нефротоксины, тромбины. Вызывает головную боль, тошноту, боль в животе. Достаточно опасен для жизни человека.
Обитает на большей части Австралии, кроме крайнего юго-запада и юго-востока.